# 五十公野信宗
五十公野信宗（?—1587年11月13日），日本戰國時代至安土桃山時代的武將。越後國蒲原郡五十公野城城主。

## 生平
生年不詳。初名長澤勘五郎。最初仕於越中國湯山城城代長澤光國，擔任小姓。永祿12年（1569年），在光國向上杉謙信降服後，受謙信召出，並改名為長澤道如齋義風。
此後，被任命為越後國三條的町奉行。在謙信死後，於御館之亂中，跟隨上杉景勝，與義兄五十公野治長（後來的新發田重家）一同攻略加地秀綱的加地城和神余親綱的三條城。天正8年（1580年），新發田長敦突然死去，在治長改名為新發田重家，並繼承新發田氏後，代替治長繼承五十公野氏，並改名為五十公野道如齋信宗。
天正9年（1581年），在義兄重家因為對恩賞不滿，並背叛上杉景勝時，投向重家。天正15年（1587年），藤田信吉率領的景勝軍包圍五十公野城，在死守城池期間，因為家老河瀨次太夫和近習澁谷氏等被信吉誘降等，於是在10月13日，城池被攻陷，最終戰死。